# Сигетсентмиклош
Сигетсентмиклош (мађ. Szigetszentmiklós) град је у Мађарској. Сигетсентмиклош је град у оквиру жупаније Пешта, а истовремено и важно предграђе престонице државе, Будимпеште.
Град има 30.646 становника према подацима из 2008. године.

## Географија
Град Сигетсентмиклош се налази у средишњем делу Мађарске. Од престонице Будимпеште град је удаљен 20 километара јужно. Град се налази у северном делу Панонске низије, на Чепелском острву, које гради Дунав непосредно по протоку кроз Будимпеште.

## Становништво
По процени из 2017. у граду је живело 37.564 становника.
| 1990.  | 2001.  | 2011.  | 2017.  |
| ------ | ------ | ------ | ------ |
| 19,372 | 23,167 | 34,708 | 37,564 |

## Партнерски градови
- Хаукипудас
- Георгени
- Буско-Здрој
- Спекија
- Горња Орјаховица
- Кочани
- Свети Мартин на Мури
- Штајнхајм